# 湖北对囊蕨
湖北对囊蕨（学名：Deparia vermiformis）也称湖北蛾眉蕨，为蹄盖蕨科对囊蕨属下的一个种。